# Felistars Nkandu
Felistus Nkandu dite Felistars Nkandu est une boxeuse zambienne née le  6 janvier 1996.

## Biographie
Felistars Nkandu est médaillée d'or dans la catégorie des moins de 60 kg aux Championnats d'Afrique de boxe amateur 2022 à Maputo, s'imposant en finale face à la Marocaine Chaymae Rhaddi.